# جورج بيرد هودج
جورج بيرد هودج (بالإنجليزية: George Baird Hodge)‏ هو محامي وسياسي أمريكي، ولد في 8 أبريل 1828 في الولايات المتحدة، وتوفي بنفس المكان في 1 أغسطس 1892.